# RCDE Stadium

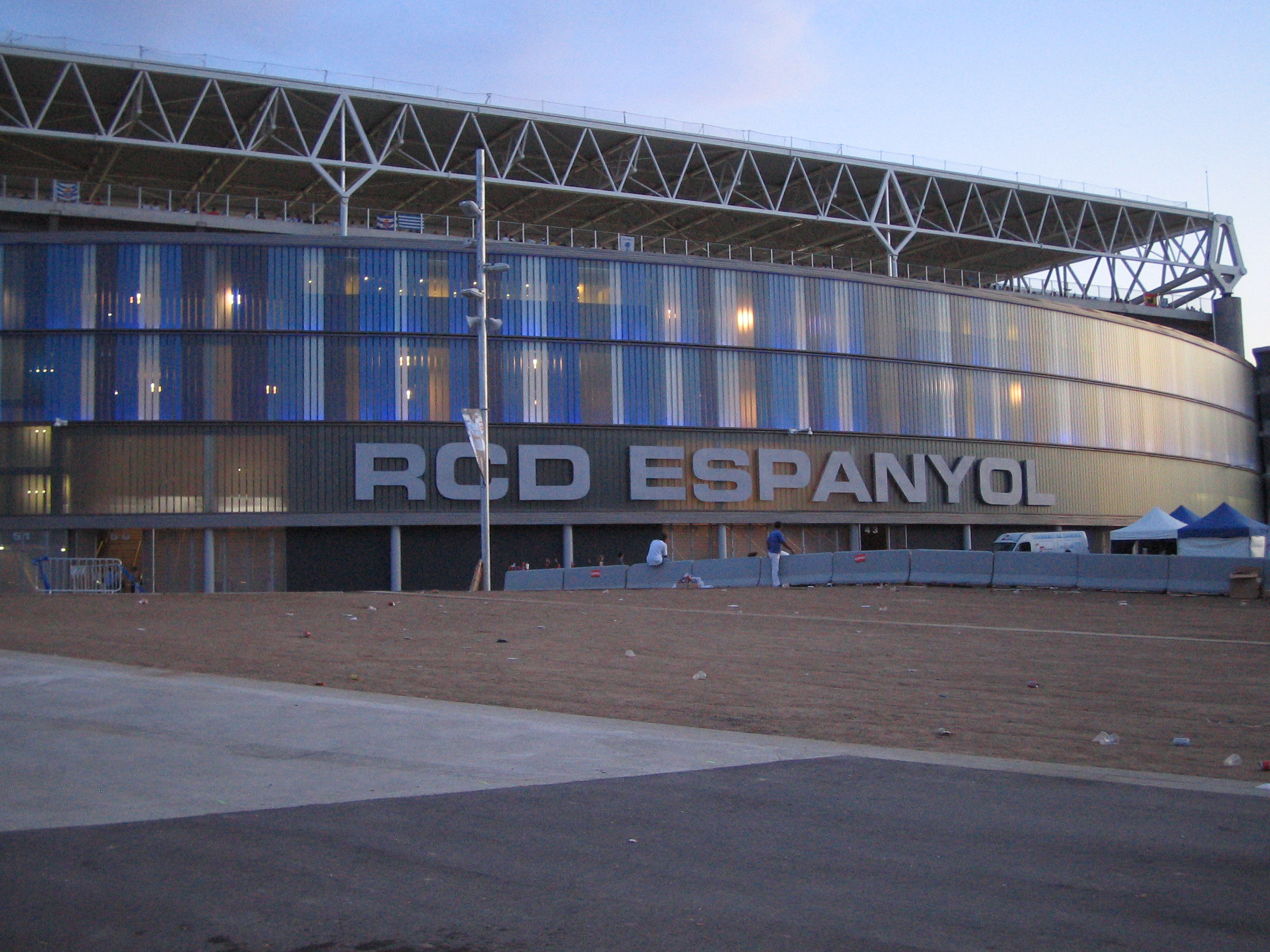
Façana de l'Estadi

L'RCDE Stadium (també conegut popularment com Estadi Cornellà - el Prat fins al juny de 2014 i Power8 Stadium, per raons comercials, fins l'1 de gener de 2016) és un estadi de futbol propietat del RCD Espanyol situat entre les poblacions de Cornellà de Llobregat i el Prat de Llobregat (comarca del Baix Llobregat, Catalunya), amb la catalogació d'elit que concedeix la UEFA i una capacitat per a 40.000 espectadors amb la possibilitat d'una ampliació futura. Excepte el terreny de joc i els córners, que queden al descobert, la graderia és coberta perquè els aficionats estiguin a recer de les inclemències meteorològiques. Ocupa una superfície de 182.000m², 36.000m² dels quals corresponen a l'estadi. El 2010 va guanyar el guardó The Stadium Business Award a la millor instal·lació esportiva mundial de l'any.
El 2002 el club va adquirir els terrenys —una parcel·la de 182 hectàrees— per 360.000 euros i l'1,9% del capital social del club (150.000 euros), que formaven part d'un antic abocador clausurat en la dècada del 1970. Després de sis anys d'obres i amb un cost de 65 milions d'euros, el 5 de juny de 2009 va tenir lloc el simbòlic acte de lliurament de claus al RCD Espanyol.
El primer acte oficial a les instal·lacions del nou estadi va ser el 13 de juliol, amb la presentació del nou jugador del primer equip, el japonès Shunsuke Nakamura. Aquesta presentació va escriure un altre rècord a la història del club, ja que va ser la presentació amb la major assistència de públic. Més de 7.000 persones es varen reunir al nou estadi per veure a Nakamura vestit amb la samarreta de l'Espanyol.
També el 13 de juliol es va començar el trasllat definitiu de les oficines del club, des de l'Estadi Olímpic de Montjuïc al nou estadi. El 19 de juliol es va realitzar una diada de portes obertes amb un triangular entre els veterans del RCD Espanyol, els veterans del Cornellà de Llobregat i també els del Prat de Llobregat.
Finalment, el partit inaugural es disputà el diumenge 2 d'agost de 2009 entre el RCD Espanyol i el Liverpool FC amb victòria de l'Espanyol per 3 a 0, i Luis García fou l'autor del primer gol a l'estadi.
El 15 de maig de 2025, durant el derbi barceloní, un accident de cotxe a Barcelona del 2025 va deixar 20 ferits.

## Característiques
- Estadi de 4 estrelles de la UEFA.
- Aforament amb capacitat per a 40.500 espectadors.
- Aparcament a l'estadi de 3.278 places.
- Centre comercial adjunt a l'estadi.
- Estadi construït amb criteris d'eficiència energètica.
- Plaques fotovoltaiques a la coberta, producció d'1.113.000 W.
- Estadi edificat sobre un solar de 36.000m².
- Constarà amb un espai memorial per dipositar restes funeràries.
- Construcció totalment accessible per a les persones de mobilitat reduïda.

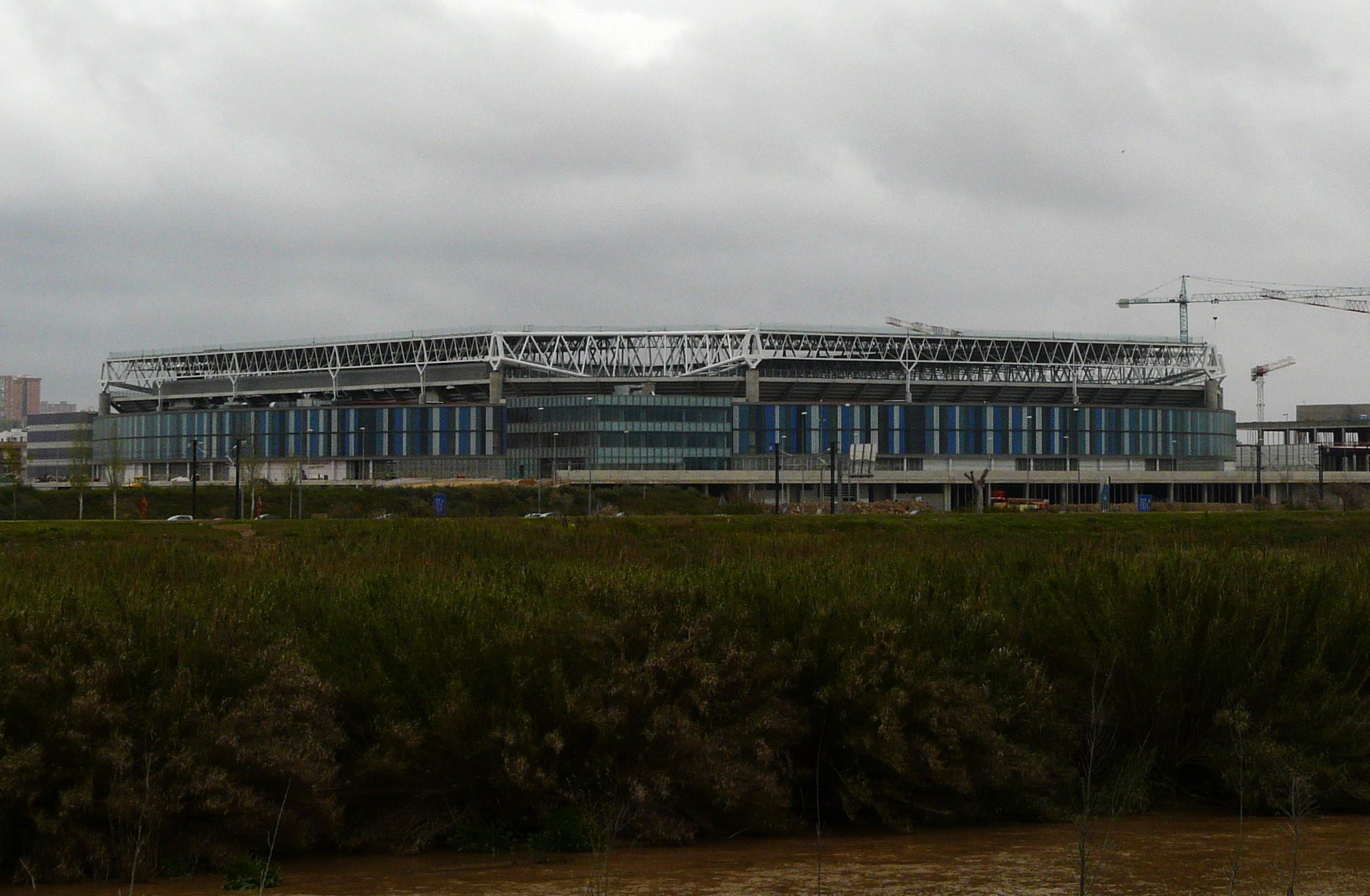
L'estadi, encara en obres

## Un estadi que respecta el medi ambient
L'Estadi Cornellà - el Prat és un dels primers camps d'Europa en la utilització d'energia neta. Genera un estalvi energètic al fer servir tecnologia innovadora per reduir i rendibilitzar els consums d'aigua i electricitat. A més disposa de plaques fotovoltaiques que generen electricitat per connectar-se a la xarxa elèctrica normal, i els panells solars instal·lats a la coberta de l'estadi, tenen la finalitat d'un ús domèstic (escalfament d'aigua). El club calcula uns ingressos anuals de prop de 600.000 euros per l'explotació d'aquestes plaques fotovoltaiques.
En concret l'energia solar que servirà tant per l'autoabastiment com per a la venda dels excedents energètics no consumits. Amb aquesta finalitat, sobre la coberta s'allotjaran plaques fotovoltaiques.

## Viabilitat econòmica del projecte

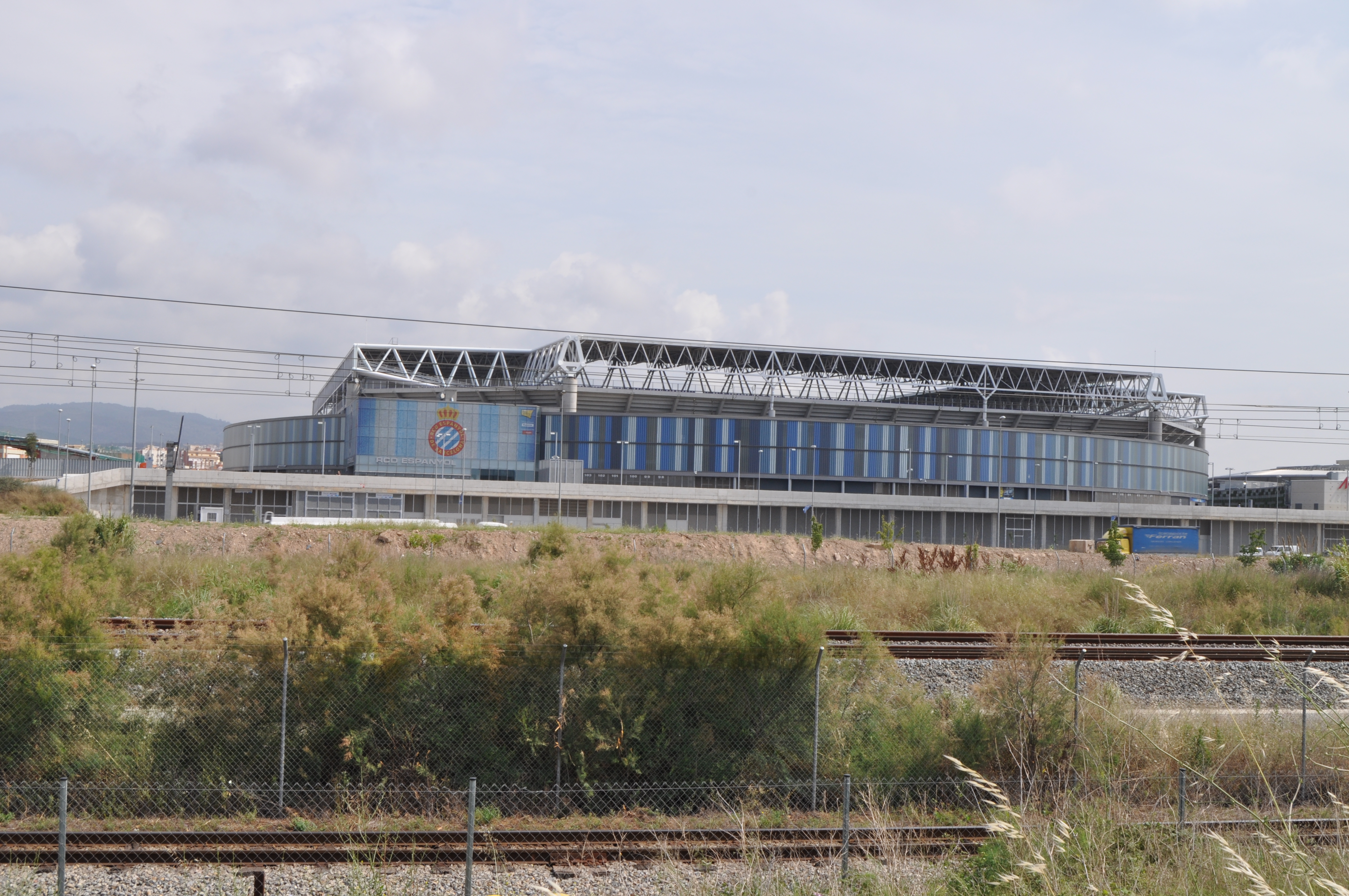
Estadi Cornellà - el Prat vist des de la llera del riu Llobregat.

S'estima inicialment un cost de construcció global de 54,3 milions d'euros, 40 d'aportats per l'empresa LAR, que construeix i explotarà la zona comercial annexa al recinte esportiu. D'aquest pressupost de despeses es pretén una reducció mitjançant subvencions de les administracions públiques i acords comercials amb l'esponsorització de l'estadi.
La viabilitat del projecte es fonamenta en un acord amb l'empresa LAR (39 milions), per finançar el 50% de la inversió fotovoltaica, a més d'una ampliació de capital i diversos acords de patrocini que encara no s'han cobert. Segons Morlanes, directiu del RCDE: "totes les empreses que participen en el projecte estan obligades a ser patrocinadors del club". El febrer de 2008 el grup Acciona Immobiliària es queda amb el 100% del centre comercial.
Finalment, l'obra que ha requerit major capital és la construcció, la qual costa de 44,189 milions d'euros, 20 milions per urbanitzar la zona, 1,017 milions en seguretat i salut i control de qualitat, i una bossa de 7,1 milions en revisions de preus.
L'abril de 2016, Chen Yansheng, màxim accionista de l'Espanyol, va abonar el deute pendent del club amb la Unió Temporal d'Empreses (UTE) que va construir l'estadi de Cornellà-el Prat, una partida valorada en 23 milions d'euros que era un llast per als comptes del club blanc-i-blau.

## Espai memorial
El gener del 2008 el club va presentar el projecte de la creació d'un cementiri a l'interior d'una de les cantonades del nou estadi, que podria ser utilitzat per qualsevol soci que ho desitgi. Aquest projecte ja s'ha fet realitat, els socis podran enterrar les seves cendres darrere unes rajoles de ceràmica col·locades a les parets, amb fotografies de Dani Jarque i l'equip. Els socis també disposaran d'unes plaques, pel valor de 250 € cadascuna, que es col·locaran en una altra paret per sempre. El soci podrà posar la seva placa al costat de les d'alguns jugadors, com la del Dani Jarque, que ja hi és present.

## Power8 Stadium
El juny de 2014 l'Espanyol va anunciar que l'estadi passaria a anomenar-se Power8 Stadium després que el club arribés a un acord amb aquesta marca comercial, encarregada de proveir tecnologia al sector de les apostes esportives.
El club blanc-i-blau va cedir els namings-rights de Cornellà-El Prat i una sèrie d'actius comercials per a les següents 7 temporades. Tot i que l'Espanyol no va fer pública la xifra de l'operació, podria voltar els 35 milions d'euros. El 26 de maig de 2015, El Periódico de Catalunya publicava que Power8, patrocinador de l'estadi, va estafar centenars de xinesos i taiwanesos en un frau piramidal, i un cop resolt el contracte en 1 de gener de 2016 el Power8 Stadium va passar a denominar-se RCDE Stadium.

## Stage Front Stadium
El 12 de juny del 2023, el RCD Espanyol de Barcelona i l'empresa nord-americana del sector de ticketing i tecnologia Stage Front arriben a un acord de patrocini per al nou naming right de la instal·lació blanc-i-blava. D'aquesta manera, l'estadi porta el nom d'Stage Front Stadium a canvi de prop d'1 milió d'euros per temporada amb l'equip a Segona divisió i una millora important en cas d'ascens a primera divisió, però l'1 de juliol de 2024 el club va anunciar la interposició d'una demanda contra l'empresa per impagament i va trencar el contracte.

## Transport públic proper

### Bus
Just davant de l'estadi, a l'avinguda del Baix Llobregat, hi ha la parada de bus "Av Baix Llobregat-Joan Fiveller", de les següents línies de bus urbà de TMB:

- 94 - Circular Cornellà 2
- 95 - Circular Cornellà 1

Ambdues línies connecten amb la L5 del Metro de Barcelona, el Trambaix, la línia Llobregat-Anoia de FGC i Rodalies de Catalunya.

### FGC
A 500 metres de Cornellà - el Prat hi ha l'estació de Cornellà-Riera dels Ferrocarrils de la Generalitat de Catalunya.

| Línia Llobregat-Anoia de FGC |        |                     |          |                                |
| Procedència/Destinació       | <      | Línia               | >        | Procedència/Destinació         |
| Barcelona - Pl. Espanya      | Almeda |                     | Sant Boi | Molí Nou \| Ciutat Cooperativa |
| Barcelona - Pl. Espanya      | Almeda | Can Ros             | Sant Boi |                                |
| Barcelona - Pl. Espanya      | Almeda | Olesa de Montserrat | Sant Boi |                                |
| Barcelona - Pl. Espanya      | Almeda | Martorell-Enllaç    | Sant Boi |                                |
| Barcelona - Pl. Espanya      | Almeda | Manresa-Baixador    | Sant Boi |                                |
| Barcelona - Pl. Espanya      | Almeda | Igualada            | Sant Boi |                                |